# کیریاکوس کاراتایدیس
کیریاکوس کاراتایدیس (یونانی: Κυριάκος Καραταΐδης؛ زادهٔ ۴ ژوئیهٔ ۱۹۶۵) بازیکن فوتبال اهل یونان بود.
از باشگاه‌هایی که در آن بازی کرده‌است می‌توان به باشگاه فوتبال المپیاکوس اشاره کرد.
وی همچنین در تیم ملی فوتبال یونان بازی کرده‌است.